# Październik 2005 w sporcie
Zobacz też: Październik 2005 · Zmarli w październiku 2005 · Październik 2005 w Wikinews

## 31 października
- Piłka nożna – Dariusz Kubicki przestał być trenerem warszawskiej Polonii.

## 30 października
- Rajdowe mistrzostwa świata – W Rajdzie Katalonii zwyciężył Francuz Sébastien Loeb, drugi był jego kolega z zespołu Citroëna Belg François Duval. Tym samym drużyna Citroëna zwyciężyła w klasyfikacji konsktruktorów. Trzeci był Fin Mikko Hirvonen.
- Piłka nożna – 12. kolejka Orange Ekstraklasy: GKS Bełchatów – Wisła Płock 3:0, Groclin – Lech Poznań 3:1, Cracovia – Polonia Warszawa 3:0, Odra Wodzisław – Pogoń Szczecin 1:0, Wisła Kraków – Amica Wronki 0:0, Legia Warszawa – Korona Kielce 1:0, Górnik Łęczna – Zagłębie Lubin 1:3, Arka Gdynia – Górnik Zabrze 3:0.

## 27 października
- Gimnastyka sportowa – Leszek Blanik (AZS AWFiS Gdańsk) wygrał finał rywalizacji w skoku w zawodach Pucharu Świata w gimnastyce sportowej w Glasgow.

## 26 października
- Piłka siatkowa – Mistrzowie Polski – siatkarze Skry Bełchatów, w pierwszym spotkaniu Ligi Mistrzów, pokonali we własnej hali jedną z najlepszych drużyn świata – rosyjski Lokomotiw Biełgorod (dwukrotnego triumfatora Ligi Mistrzów) 3:1 (25:20, 16:25, 25:20, 25:23).

## 24 października
- Skoki narciarskie – Polska otrzymała od Międzynarodowej Federacji Narciarskiej (FIS) prawo wystawienia w inauguracyjnych konkursach Pucharu Świata w skokach sezonu 2005/2006 w Ruce i Engelbergu po pięciu zawodników. Podwyższenie o jednego skoczka limitu, to efekt zwycięstwa Marcina Bachledy w klasyfikacji generalnej letniego Pucharu Kontynentalnego

## 23 października
- Boks – Węgier Zsolt Erdei obronił w Halle tytuł zawodowego mistrza świata organizacji WBO w wadze półciężkiej, pokonując w dwunastej rundzie przez techniczny nokaut Francuza Mehdi Sahnoune. Tytuł mistrzowski Erdei zdobył w styczniu 2004 roku i od tamtego czasu czterokrotnie go obronił.
- Piłka nożna – 11. kolejka Orange Ekstraklasy: Odra Wodzisław – Arka Gdynia 1:2, Wisła Płock – Górnik Łęczna 2:1, Wisła Kraków – Korona Kielce 2:2, Amica Wronki – Górnik Zabrze 3:1, Pogoń Szczecin – Cracovia 1:2, Groclin Grodzisk Wielkopolski – Polonia Warszawa 1:2, Lech Poznań – GKS Bełchatów 1:1, Zagłębie Lubin – Legia Warszawa 0:1.
- Tenis ziemny – finał turnieju kobiet w Zurychu: Lindsay Davenport (USA) – Patty Schnyder (Szwajcaria) 7:6, 6:3. Finał turnieju mężczyzn w Madrycie (ATP Masters Series): Rafael Nadal (Hiszpania) – Ivan Ljubičić (Chorwacja) 3:6, 2:6, 6:3, 6:4, 7:6
- Rajdowe mistrzostwa świata – Tegoroczny Rajd Korsyki wygrał Francuz Sébastien Loeb z Citroëna. Drugi był Fin Toni Gardemeister, a trzeci Norweg Petter Solberg.

## 16 października
- Piłka nożna – 10. kolejka Orange Ekstraklasy: Arka Gdynia – Amica Wronki 1:1, Górnik Zabrze – Korona Kielce 0:3, Legia Warszawa – Wisła Płock 3:0, Górnik Łęczna – Lech Poznań 0:0, GKS Bełchatów – Polonia Warszawa 2:0, Groclin – Pogoń Szczecin 1:3, Cracovia – Odra Wodzisław Śląski 1:0, Zagłębie Lubin – Wisła Kraków 2:1.
- Tenis ziemny – zakończył się halowy turniej o Puchar Kremla w Moskwie. W rywalizacji mężczyzn zwyciężył Rosjanin Igor Andriejew pokonując w finale Nicolasa Kiefera 5:7, 7:6, 6:2. Wśród pań triumfowała Francuzka Mary Pierce po zwycięstwie 6:4, 6:3 nad Włoszką Francescą Schiavone.
- Boks – Tomasz Adamek obronił tytuł mistrza świata organizacji WBC w wadze półciężkiej. Podczas gali boksu w Düsseldorfie pokonał przez nokaut w szóstej rundzie Niemca Thomasa Ulricha.

## 15 października
- Skoki narciarskie – Adam Małysz (KS Wisła Ustronianka) obronił tytuł mistrza Polski w skokach na igelicie na dużej skoczni w Zakopanem. Skoki dwukrotnie na 132 metr dały mu notę 277.2 pkt. Drugie miejsce zajął Marcin Bachleda (AZS-AWF Katowice; 126 m, 133 m; 268.2 pkt.), a trzecie Robert Mateja (TS Wisła Zakopane; 123 m, 135 m; 266.4 pkt.). Mistrzem Polski juniorów został Łukasz Rutkowski.
- Boks – Mistrzem świata organizacji WBF w wadze półciężkiej został Dawid Kostecki. W Rzeszowie Polak pokonał na punkty Belga Ismaila Abdoula (117:115, 116:113, 116:115).

## 14 października
- Piłka nożna – Rozlosowano pary barażowe do Mistrzostw Świata w Niemczech. Hiszpania zagra ze Słowacją, Szwajcaria z Turcją, a Czechy z Norwegią.

## 12 października
- Piłka nożna – Reprezentacja Polski przegrała rozegrany w Manchesterze mecz eliminacyjny do Mistrzostw Świata w Niemczech z Anglią 1:2 (1:1)

Bramki zdobyli: Michael Owen (43.), Frank Lampard (81.) – Tomasz Frankowski (45.)

## 10 października
- Rajdowe mistrzostwa świata – Dwukrotny mistrz świata w rajdach samochodowych Marcus Grönholm podpisał na najbliższe dwa sezony kontrakt z zespołem Forda. Jego dotychczasowy zespół, Peugeot wycofuje się z rajdów.
- Szermierka – polska szpadzistka – Danuta Dmowska – zdobyła złoty medal podczas odbywających się w Lipsku mistrzostw świata, pokonując w finale Maarikę Vosu z Estonii 12:11. Polka wygrała wszystkie pojedynki w turnieju. To drugi w historii złoty medal polskiej szpadzistki w MŚ, Dmowska powtórzyła sukces Joanny Jakimiuk z Hagi z 1995 roku.

## 8 października
- Piłka nożna – Reprezentacja Polski w piłce nożnej awansowała do Mistrzostw Świata w Niemczech po wygranej Holendrów z Czechami w Pradze 2:0 (2:0).

## 7 października
- Piłka nożna – Reprezentacja Polski wygrała rozegrany w Warszawie mecz towarzyski z Islandią 3:2 (1:2).

Bramki zdobyli: Jacek Krzynówek (25.), Marcin Baszczyński (56.), Euzebiusz Smolarek (63.) – Kristján Örn Sigurðsson (15.), Hannes Þorsteinn Sigurðsson (39.).

## 6 października
- Strongman – Mariusz Pudzianowski zdobył w chińskiej miejscowości Changdu złoty medal mistrzostw świata strong man. To trzeci tytuł siłacza z Białej Rawskiej. Poprzednio stawał na najwyższym stopniu podium w 2002 i 2003 roku.

## 2 października
- Automobilizm – Robert Kubica został mistrzem świata w klasie wyścigowej World Series by Renault. Tytuł zapewnił sobie po zajęciu drugiego miejsca w pierwszym wyścigu na torze w portugalskim Estoril. (gazeta.pl)
- Piłka nożna – 9. kolejka Orange Ekstraklasy: Wisła Płock – Wisła Kraków 1:2, Korona Kielce – Amica Wronki 2:1, Cracovia – Arka Gdynia 2:1, Odra Wodzisław – Groclin 1:0, Pogoń Szczecin – GKS Bełchatów 0:0, Polonia Warszawa – Górnik Łęczna 0:3, Lech Poznań – Legia Warszawa 1:0, Zagłębie Lubin – Górnik Zabrze 3:0.
- Rajdowe mistrzostwa świata – W tegorocznym rajdzie Japonii pierwsze miejsce zajął Fin Marcus Grönholm, drugi był Francuz Sébastien Loeb, a trzeci Australijczyk Chris Atkinson. Sébastien Loeb zapewnił sobie tytuł mistrzowski.
- Sport żużlowy – Adrian Miedziński (Apator Toruń) zdobył złoty medal Młodzieżowych IMP rozegranych na torze w Toruniu. Srebro wywalczył Janusz Kołodziej (Unia Tarnów), a brąz Karol Ząbik (Apator Toruń). (Onet.pl)

## 1 października
- Groźnemu wypadkowi na drodze z Warszawy do Płocka uległa Otylia Jędrzejczak. Z nieustalonych przyczyn zjechała na lewy pas ruchu i uderzyła w drzewo. W wypadku zginął jej brat.
- Sport żużlowy – polscy juniorzy – Krzysztof Kasprzak, Krystian Klecha, Janusz Kołodziej, Marcin Rempała i Karol Ząbik – zostali w Pardubicach drużynowymi mistrzami świata. Drugie miejsce zajęli żużlowcy ze Szwecji. Turniej o drużynowe mistrzostwo świata juniorów rozegrano po raz pierwszy w historii.